# Gualdariccio
Gualdariccio (en corse Varadicciu, prononcé [va.ɾa.ˈdiˑ.t͡ʃŭ]) est un village situé sur la commune de San-Gavino-di-Carbini, en Corse-du-Sud.

## Géographie

### Situation
Gualdariccio est situé à cinq kilomètres (par la route) au sud-ouest du village de San Gavino s'étageant entre 450 et 500 mètres d'altitude. Le village occupe le flanc d'une colline dominant le lit du Fiumicicoli et faisant face à la Punta di u Diamante et di a Tachana.

### Accès
Le village est traversé par la route départementale D66 qui le relie à San Gavinu di Carbini à Pacciunituli via  U Giddu et A Carabona.

## Urbanisme
Un vingtaine d’habitants à l’Anne avec une densité décroissante 

## Histoire
Avant de faire partie intégrante de la commune de San Gavino-di-Carbini, Gualdariccio était une section de la commune voisine de Levie.

## Lieux et monuments
Une fontaine d’eau potable 
Ainsi qu’une place centrale 

## Activités

### Randonnée
Le parcours de randonnée Mare a mare sud passe non loin du village à Carbini et Levie.